# マールテン・ファン・ニューウェンホーフェの二連祭壇画
『マールテン・ファン・ニューウェンホーフェの二連祭壇画』（マールテン・ファン・ニューウェンホーフェのにれんさいだんが、蘭: Diptiek van Maarten van Nieuwenhove、英: Diptych of Maarten van Nieuwenhove）は、初期フランドル派の画家ハンス・メムリンクが1487年に板上に油彩で制作した祭壇画である。左翼パネルには聖母子が表され、右翼パネルにはマールテン・ファン・ニューウェンホーフェが表されている。現在、ブルッヘの旧聖ヨハネ病院内のハンス・メムリンク美術館に収蔵されている。 署名はないものの、19世紀半ばから一貫してハンス・メムリンクに帰属されている。

## 作品
二連祭壇画は家庭用礼拝画としてしばしば制作された。本作は、初期ネーデルラント絵画の二連祭壇画の早い例であり、現在でも本来の額縁と留め金を保持している。左右両翼パネルの画面は一続きの部屋の中に設定されているが、これはモノクロームの背景に取って代わる新しい発明であった。
右翼パネルの上方右側の窓は元々、風景が見えていた透明のガラスであった。後の段階で、風景の代わりにファン・ニュー・ウェンホーフェン家の紋章を示すために画面が変更されたが、当時、紋章はこれほど目立つように表すより外側パネルに表すほうが一般的であった。紋章は種を撒いている手の4つの図像で取り囲まれているが、それは「新しい庭から」を意味する寄進者の名前に関する駄洒落である。同じ紋章がファン・ニューウェンホーフェの手前にある本の留め具にも見られる。
聖母マリアの背後にある鏡は場面を逆向きに映している。鏡には聖母の後ろ姿と、礼拝するファン・ニューウェンホーフェの横顔が映っているが、鏡像の利用はヤン・ファン・エイクの『アルノルフィーニ夫妻像』 (ロンドン・ナショナル・ギャラリー)  を霊感源としている。鏡像は2点のパネルが同じ部屋の、同じ時間に設定されていることを一層明らかにしている。とはいえ、鏡像は画面を正確に表しているわけではない。また、メムリンクは鏡を後になって付け加えたにすぎない。なお、空間の統一性は、ファン・ニューウェンホーフェの手の下にも登場するマリアの左側のカーペットなどの細部によっても強調されている。
おそらく、左右両翼パネルは斜めに曲げて配置されるよう意図されていたが、正確にはどのように配置されるべきであったのかは定かではない。1つの可能性は壁または柱から掛けられるように意図されたということである。その場合、聖母マリアの左翼パネルは固定され、ファン・ニューウェンホーフェの右翼パネルは可動式の状態であったのかもしれない。
両翼パネルの下部にある銘文は、「HOC OPUS FIERI FECIT MARTINUS DE NEWENHOVEN ANNO DM 1487 - ANO VERO ETATIS SUE 23」というもので、「マールテン・ファン・ニューウェンホーフェは1487年に本作を制作させた」 (左翼パネル) 、「23歳の時に」 (右翼パネル) というものである。 
窓の中のステンドグラスは、聖クリストフォロス、聖ゲオルギウス (聖母子の上) 、聖マルティヌス (マールテン・ファン・ニューウェンホーフェの上、彼の名にちなむ聖人) である。窓からはミネワーテル (Minnewater) を見ることができるが、これは誤って「愛の湖」 (ミネは中世オランダ語で「愛」の意味) としても知られるもので、ブルッヘの洒落た一角である。

## 寄進者
マールテン・ファン・ニューウェンホーフェ (1463年11月11日生まれ - 1500年4月16日没)  は、ブルゴーニュ公国の宮廷と関連のあるブルッヘの貴族階級出身であった。本作を委嘱した時、彼は聖ヨハネ病院の役員であった。1490年代に市議会評議員、市民警備隊隊長として成功し、1498年にはブルッヘの市長となった。

## 来歴
- 1487年、マールテン・ファン・ニューウェンホーフェから委嘱
- ブルッヘ、聖ユリアヌス病院[4]
- 1815年以来、聖ヨハネ病院 (1839年に美術館に転用) 所蔵[4]

## 部分

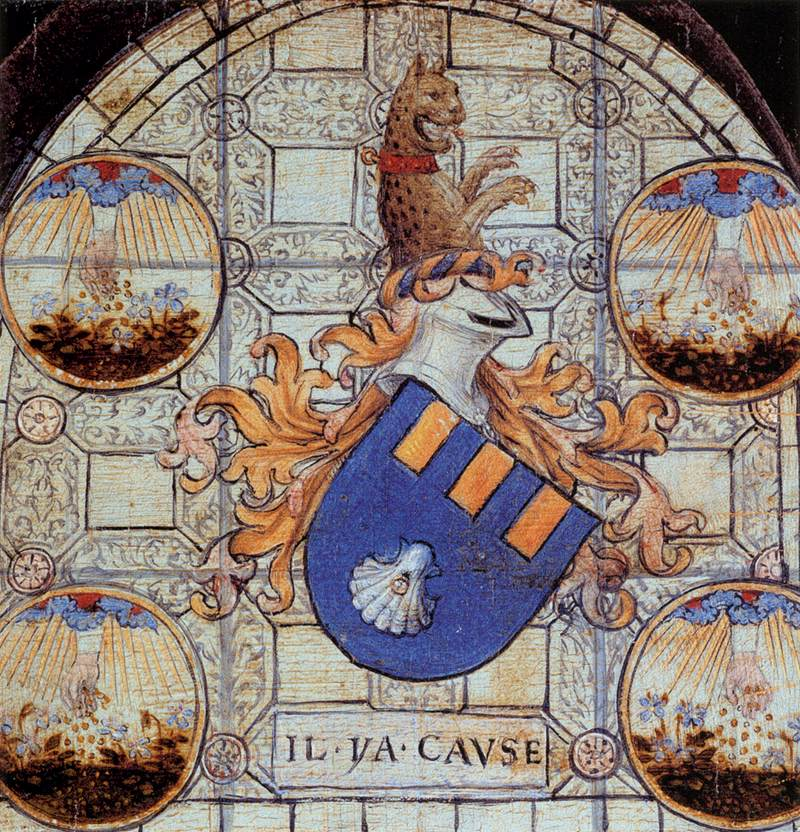
ファン・ニューウェンホーフェの紋章
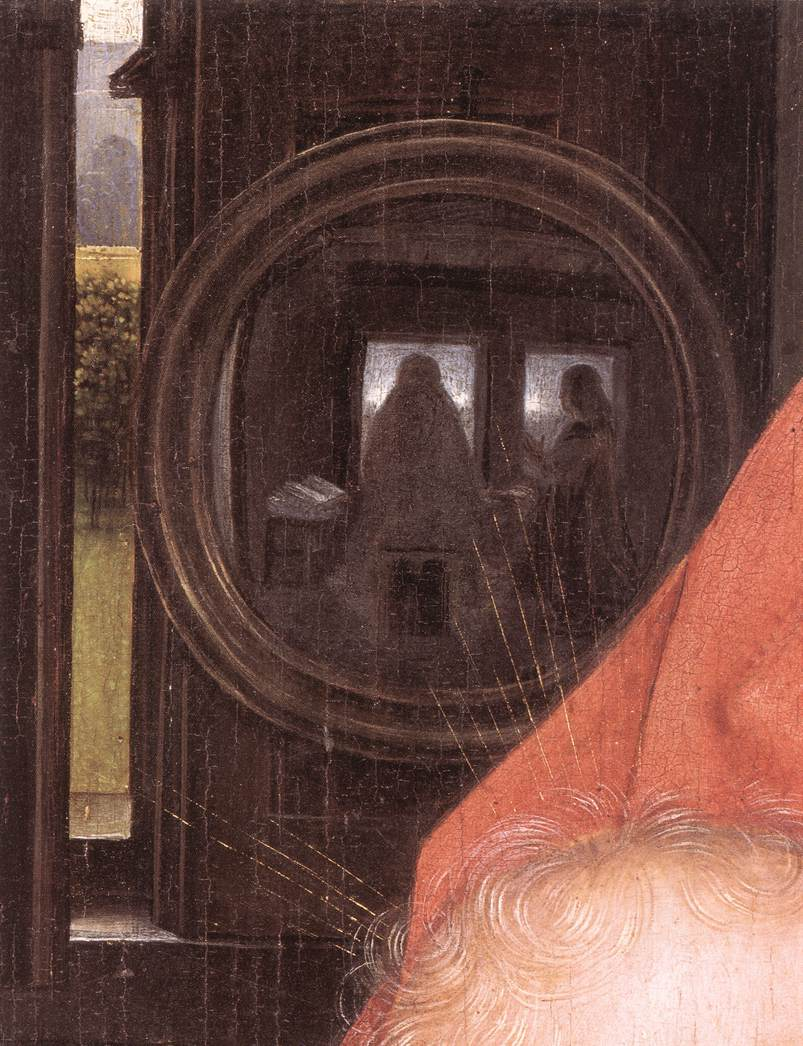
聖母の背後の鏡
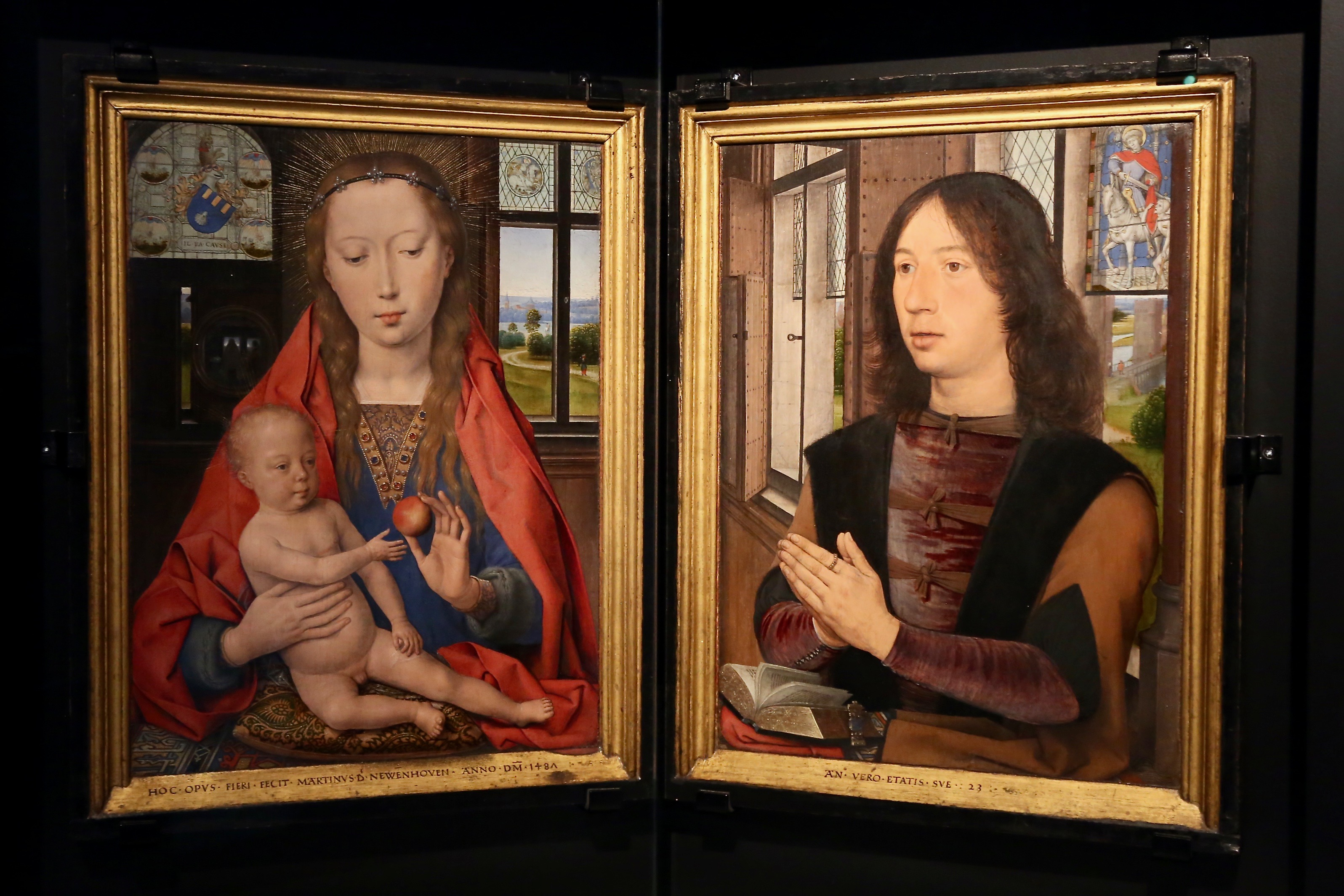
左右両翼パネルの想像配置